# Mezőberény
Mezőberény là một thành phố thuộc hạt Békés, Hungary. Thành phố này có diện tích 118,53 km², dân số năm 2010 là 11128 người, mật độ 94 người/km².